# التهاب العضلة القلبية
التهاب العضلة القلبية (Myocarditis) هو حدوث التهاب في الجزء العضلي من القلب(Myocardiac). سببها بشكل عام هو الإصابة بالعدوى إما أن تكون بكتيرية أو فيروسية. قد تؤدي إلى أوجاع في الصدر[ ؟ ]، علامات سريعة لقصور القلب، أو الموت المفاجئ. قد تزول الحالة بشكل تلقائي أو بالعلاج وقد تعود لتتحول إلى مرض مزمن يؤدي إلى اتساع عضلة القلب وفشل أداء وظيفتها.

## أجزاء القلب
يقسم القلب إلى ثلاثة طبقات أساسية:
- التامور (pericardium)وهو غلاف خارجي يحيط القلب. المرض الرئيسي الذي يضُر التامور هو التهاب التامور (pericarditis).
- عضلة القلب (myocardium)وهو الجزء العضلي للقلب. يتكون من عضلات خاصة بالقلب، موجودة في القلب فقط. هذا الجزء الذي يقوم بانقباض وانبساط القلب، وبذلك يُضخ الدم من القلب إلى الدورة الدموية. وأحد الأمراض التي تصيب عضلة القلب هي الاتهابات (Myocarditis)
- الشَّغاف (endocardium). الجزء الداخلي الذي يُبطن جوف القلب. المرض الرئيسي الذي يضُر الشَّغاف، هو التهاب الشَّغاف (endocarditis)[3]

## الأعراض والعلامات
العلامات والأعراض التي تصاحب التهاب العضلة القلبية قد تكون متعددة، وتكون مرتبطة إما بعدوى لالتهاب العضلة أو بضعف في العضلة القلبية الذي يكون ثانوياً للالتهاب.
العلامات والأعراض تتضمن:
1. أوجاع في الصدر (قد تشبه أحياناً الطعن بالسكين خصوصًا عند أخذ نفس عميق وتزداد شدتها بعمل مجهود كالمشي).
2. قصور في القلب (وقد تقود إلى انقطاع النفس واضطراب نبض القلب).
3. الموت المفاجئ في البالغين الشباب، ويشكل التهاب عضلة القلب نسبة 20% حالات الموت المفاجئ.[5]
4. الحمى (خصوصاً مع الإصابة بالعدوى).
5. تراكم السوائل في الجسم وتورم القدم والكاحل والساق.

لأن التهاب العضلة القلبية يكون بسبب الإصابة بعدوى فيروسية، فقد تظهر أعراض تابعة للإصابة الفيروسية مثل الحمى، الإسهال، وأوجاع المفاصل.
وفي حالة إصابة الأطفال بالتهاب العضلة القلبية قد تظهر أعراض :

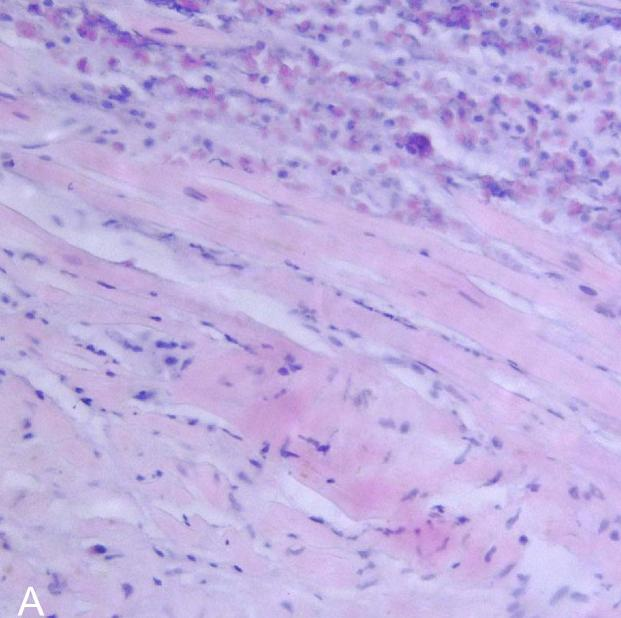
فحص لنسيج قلب داخلي مصاب بالالتهاب

- ارتفاع في درحة الحرارة.
- فقدان الشهية.
- مشاكل في التنفس.
- زرقان الجلد.

## التشخيص
يتم كشف التهاب العضلة القلبية عن طريق أخذ تاريخ مرضي كامل من المريض وقيام الطبيب بفحصه، بالإضافة إلى تأكيد التشخيص باستخدام مخطط القلب الكهربائي(ECG)،وهناك أيضاً علامات للالتهاب من عدم انتظام تركيز الكرياتين (creatine)، والتروبونين (troponin).
ويمكن كشفها أيضاً عن طريق عمل القسطرة، بحيث يتم عمل فحص لنسيج القلب، بحيث يتم أخذ عينة صغيرة من النسيج الداخلي والخارجي للقلب، ويتم فحصها من قبل مختص أمراض من خلال مجهر ضوئي.
حديثاً، أصبح بالإمكان الكشف من خلال استخدام جهاز الأشعة المغناطيسية لمنطقة القلب (cMRI: Cardiac Magnetic Resonance Image)، وقد تبين أنها طريقة نافعة.
ويمكن التعرف على وجود الفيروسات أو البكتيريا والطفيليات أو الأجسام المضادة بإجراء بعض التحاليل واختبارات الدم والبول والبراز.

## الأسباب
هناك أسباب كثيرة لهذا الالتهاب منها :
العدوى:
- فيروسية (ومنها فيروس شلل الأطفال (polio virus)، التهاب الكبد الفيروسي ج (hepatitis C)، والحصبة الألمانية (rubella virus)).
- بكتيرية (ومنها بكتيريا الإنفلونزا (Infuenzae)، البروسيلا (brucella)، والكوليرا (cholera)).
- فطرية.

المناعة:
- الحساسية (ومنها المثبطات الكربونية اللاهيدروجينية)
- حساسية أوتوماتيكية
- رفض الجسم لقلب مزروع

السموم:
- الأدوية (ومنها الإيثانول ومضادات الذهان (antipsycotics))
- سموم (ومنها أول أكسيد الكربون وسموم الأفعى)
- المعادن الثقيلة (ومنها النحاس والحديد)
- الكحول وهو ثاني أهم سبب من أسباب التهاب عضلة القلب في الدول الغربية

كجزء من مرض أو متلازمة:
كالذئبة الحمراء والتهاب الأوعية الدموية
هناك أيضاً أسباب أخرى مثل الإصابة بصعقة كهربائية أو التعرض إلى الإشعاعات كالإشعاع المستخدم في علاج سرطان الثدي.

## الوقاية
لا توجد طرق محددة للوقاية من الإصابة بالتهاب العضلة القلبية وإنما يمكن اتباع بعض الإرشادات الطبية للمحافظة على الصحة العامة مثل:
- تجنب الاختلاط بمرضى الإنفلونزا والفيروسات.
- غسيل الايدي لمنع العدوى.
- الابتعاد عن المخدرات والجنس غير الآمن منعاً للإصابة بفيروس نقص المناعة المكتسبة.
- الحرص على التطعيم ضد الفيروسات المعروفة مثل الحصبة الألمانية والانفلوانزا وغيرها.

## العلاج
في الحالات الخفيفة ينصح المريض بالراحة ويتم علاج العدوى البكتيرية بالمضادات الحيوية، معتمداً على نوع البكتيريا ومع تجنب بعض أنواع المضادات في حالة معاناة المريض من حساسية ضدها. أما بالنسبة للعدوى الفيروسية، فلا يمكن علاجها بعلاج مباشر، ولكن يمكن علاج الأعراض فقط.
وفي الحالات الشديدة قد يوصف للمريضمثبط الإنزيم المحول للأنجيوتنسين (ACE Inhibitor) كدواء مساعد في العلاج.أو استعمال قلب صناعي مؤقت، وقد يحتاج المريض إلى علمية زراعة قلب.
وفي حالات حدوث مضاعفات كقصور عضلة القلب قد يحتاج المريض إلى علاج يحسن من أداء عضلة القلب لشهور أو مدى الحياة.
يحدث الشفاء التام في أكثر من 90% من المرضى دون أي مضاعفات.

## علم الأوبئة
بين المرضى الذين يعانون من فيروس نقص المناعة البشرية HIV، التهاب العضلة القلبية هو الحالة الأكثر شيوعا عند تشريح الجثث، مع الانتشار بنسبة 50 ٪ أو أكثر.

## وصلات خارجية
Myocarditis.html Histopathology images of myocarditis[وصلة مكسورة]
eMedicine: Myocarditis
Myocarditis